# Tres Garantías (Quintana Roo)
Tres Garantías es una localidad del estado de Quintana Roo, el cual se encuentra en México. Tiene el estatus de ejido. Es un lugar clave en la conservación de la naturaleza en México. Ha alcanzado un manejo forestal sustentable y tiene mucho potencial en ecoturismo, el cual ha recibido un impulso en los últimos años. También se destaca por tener un invaluable tesoro cultural aún sin ser analizado y estudiado

## Historia
Desde 1943, los habitantes de Tres Garantías vivían en el ejido La Unión hasta que en la década de 1970 se establecieron en el lugar actual. Son originarios de los estados de Veracruz, Yucatán, Campeche, Tabasco, Quintana Roo, Chiapas, Morelos, Guerrero, Michoacán y Oaxaca.

## Geografía
Tres Garantías, se encuentra en el municipio de Othón P. Blanco, el cual está en el sur del estado de Quintana Roo. La localidad se localiza en las coordenadas 18°11′36″N 88°58′58″O / 18.19333, -88.98278. En su alrededor se ubican las comunidades de Nicolás Bravo y San José de la Montaña en el norte, y Tomás Garrido, Calderas, Nueva Guadalajara (La Unión) y El Corozalito en el sur. Es posible llegar a Tres Garantías por una carretera pavimentada de 36 km que comunica con la autopista federal 186, que enlaza a las ciudades de Escárcega y Chetumal.

### Hidrografía
Pertenece a la subcuenca del río hondo, el cual es parte de la vertiente oriental mexicana. El agua acumulada en la superficie forma lagunas o aguadas poco extensas que abundan durante la época de lluvias. Cerca de la comunidad existen varias lagunas, entre las más conocidas están Bacardí y Honda (de esta última la gente consumía agua), las cuales se encuentran cerca de la carretera. También en el subsuelo hay agua, pero se encuentra lejos de la superficie por lo que no es común la existencia de pozos. Actualmente la principal fuente de agua potable es un pozo de captación.

### Relieve
La comunidad se encuentra asentada sobre un relieve plano a unos 150 m s. n. m. Sobre la carretera es posible apreciar varias estructuras de bajos o ak' alché, que son áreas de terreno planas delimitadas por porciones ligeramente más elevadas. Estos bajos son los que forman las lagunas debido a la impermeabilidad del suelo.

### Clima
Tiene un clima clasificado como cálido subhúmedo con lluvias en verano, que es el que se registra en la totalidad continental del estado de Quintana Roo.

## Biodiversidad
El tipo de Bioma que tiene Tres Garantías es selva mediana, que es el que predomina en el estado de Quintana Roo. Se encuentra en uno de los puntos con más Biodiversidad del planeta. Es muy rico en mamíferos y plantas, sobre todo en aves y reptiles. Aún le quedan especies sin investigar. 

## Demografía
Tiene 790 habitantes, según el censo de 2010. Hay 416 hombres y 374 mujeres. La relación mujeres/hombres es de 0.899. El promedio de hijos nacidos vivos por madre es de 3.46. 266 personas son económicamente activas.
En Tres Garantías 71 personas hablan alguna lengua indígena. 

### Religión
Según el censo del INEGI en el 2010, la religión con más adeptos en el lugar es la católica con 386 fieles. También están difundidas las denominaciones protestantes, de las cuales hay 249 adeptos. 4 personas tienen otras religiones diferentes a las ya mencionadas.
150 personas se consideran sin religión.

### Tradiciones
Se celebra como fiesta patronal el 15 de mayo, día de San Isidro Labrador, a veces con jaripeo. También es común la celebración de las fiestas patrias con un desfile de estudiantes. La Navidad es importante ya que muchas personas se reúnen en esa fecha con sus familiares de otros lugares.

### Educación
El porcentaje de analfabetismo entre los adultos es del 14.63% (12.16% en los hombres y 17.12% en las mujeres) y el grado de escolaridad es de 5.09 (5.17 en hombres y 5 en mujeres).

## Infraestructura

### Vivienda
En la localidad hay 216 viviendas particulares habitadas. El total de viviendas particulares que tienen luz eléctrica es 198. El número de viviendas particulares que poseen servicio de agua potable es de 197. En 5 se tiene al menos una computadora. Únicamente una vivienda posee servicio de Internet. 

### Infraestructura pública

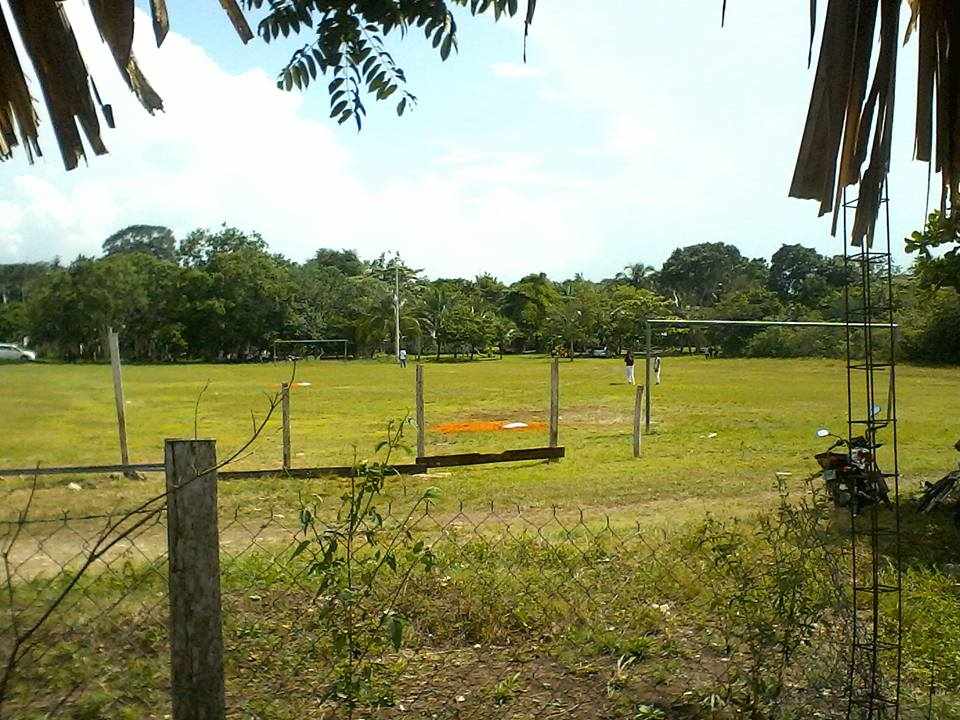
Campo deportivo durante un encuentro de béisbol

Actualmente Tres garantías cuenta con un jardín de niños, una primaria, una secundaria y una preparatoria. Se cuenta además con un aserradero, una clínica y con un campo deportivo.

## Deportes
El béisbol cuenta con muchos aficionados. Se cuenta con dos equipos deportivos amateur, uno de Futbol u otro de Béisbol. Los partidos como local de ambos equipos se llevan en el campo deportivo del lugar, adecuándose el terreno dependiendo el deporte. Suelen jugar contra equipos de localidades de la zona.